# Château d'Auzers
Le château d'Auzers est un château de style médiéval reconstruit au XVIe siècle, situé à Auzers dans le département du Cantal, en France. Il est partiellement protégé aux monuments historiques.

## Historique

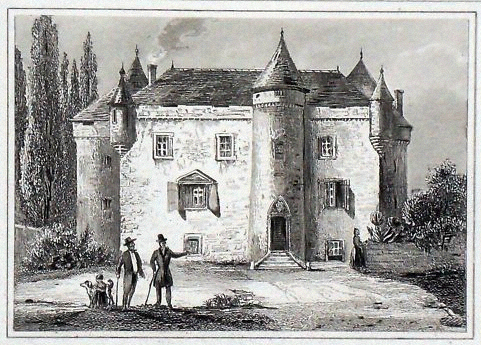
Auzers, gravure romantique de 1840.

La seigneurie appartenait à Bernard, seigneur de Marlat en 1364. Sa fille :
- Blanche de Marlat épouse en 1402 Blandin Bompart, qui lui donne un fils :
- Blandin Bompar, seigneur d'Auzers et en 1469 de Cussac (à Cussac à Chaussenac). Il était régisseur du comte de Boulogne, puis de son gendre Gilbert de Chabannes pour lequel il dirige la construction du château de Madic. Il épouse Hélène de Fontanges, qui lui donne une fille qui se marie successivement à deux frères :
- Alix d'Auzers, qui épouse 
  - en 1470 Antoine de Douhet, licencié ès lois, chancelier de Jean, comte de Boulogne et d'Auvergne. Ils ont dix enfants.
  - ensuite Jacques de Douhet dont trois autres enfants.
- Gabriel de Douhet d'Auzers, seigneur d'Auzers, lieutenant du roi en Haute-Auvergne, fait reconstruire le château tel qu'on le voit aujourd'hui et dont descendent les actuels propriétaires.

## Description

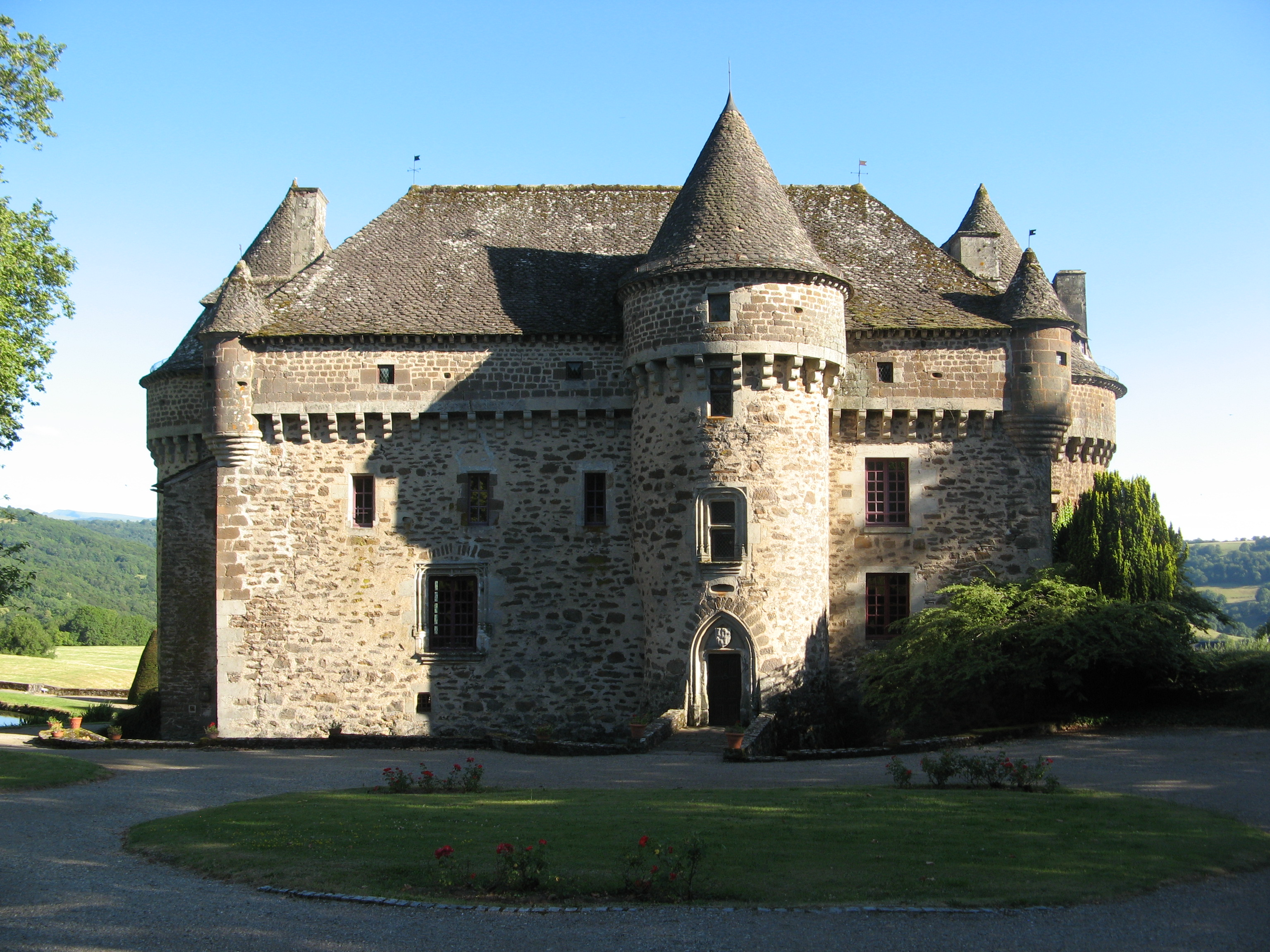
Façade nord.

Le château a été reconstruit entre 1470 et 1510, sur un château du XIVe siècle. Mais sa conception architecturale reste d'esprit médiéval. Restauré au XVIe siècle, il comporte un corps de logis rectangulaire flanqué de deux grosses tours et de deux échauguettes d'angle et d'une tour d'escalier en façade. Cette dernière est couronnée d'un chemin de ronde sur mâchicoulis indépendant de celui qui ceint le reste du château.
À l'intérieur, des décors de différentes époques sont conservés : une cheminée monumentale, des boiseries, des cheminées et des parquets des XVIIIe et XIXe siècles. L'ancien oratoire est décoré par de remarquables peintures murales du XVIe siècle.

## Protection aux monuments historiques
Au titre des monuments historiques :
- les façades et les toitures et les peintures murales de l'oratoire sont classées par arrêté du 21 mars 1983 ;
- les décors intérieurs comprenant notamment les escaliers ; au sous-sol, l'ancienne cuisine, la salle d'armes, l'oratoire ; au rez-de-chaussée, la bibliothèque, le salon rouge, le grand salon, la petite bibliothèque verte, la chambre Empire, la chambre verte, la chambre rose ; au premier étage, le corridor, la chambre bleue, la chambre polonaise, la chambre à niche, la chambre aux oiseaux, la chambre bleue ; ainsi que les bâtiments de communs et les jardins sont inscrits par arrêté du 14 juin 2002.

## Visites
Visites de Pâques à la Toussaint. La visite comporte aussi une exposition de soldats de plomb de la Grande Guerre, ainsi que de photographies du début du XXe siècle.